# Douglas Lucena
Douglas Lucena Moura de Medeiros (João Pessoa, 15 de dezembro de 1984) é um advogado e filiado ao Democratas (DEM). É ex-prefeito do município de Bananeiras, estado da Paraíba.
Graduou-se em direito pela Universidade Estadual da Paraíba (UEPB) e ainda jovem iniciou sua carreira política no município de Bananeiras, tendo sido eleito vereador aos 19 anos e vice-prefeito aos 23, daquele município. Aos 28 anos foi eleito prefeito de Bananeiras, pelo Partido Popular Socialista (PPS), muito embora tenha sido eleito prefeito nas eleições municipais de 2012 pelo PPS, em 2014, desfiliou-se da sigla para ingressar no Partido Socialista Brasileiro (PSB), o que ensejou requerimentos na Justiça Eleitoral, pela legenda do PPS, para cassar o seu mandato.
Nas eleições municipais de 2016, foi reeleito prefeito de Bananeiras com 6.779 votos (51.39% dos votos válidos).
Durante o exercício do cargo de prefeito de Bananeiras teve seu trabalho reconhecido pelo Serviço Brasileiro de Apoio às Micro e Pequenas Empresas (SEBRAE) com o Prêmio Nacional Prefeito Empreendedor de 2014 e como vencedor nacional do Melhor Projeto Região Nordeste, com o projeto "Bananeiras Desburocratizada".
Como prefeito, Douglas Lucena viabilizou mais de R$ 60 milhões em investimentos para Bananeiras. Ainda na gestão municipal, ele foi responsável  por valorizar o forró pé-de-serra nos festejos juninos do município.
O ex-prefeito irá disputar, em 2022, o cargo de deputado federal pela Paraíba pelo União Brasil.
O ex-Prefeito saiu da prefeitura com contas reprovadas pelo TCE, mas recorreu das decisões.